# Basílica
El término basílica proviene del latín basilica que a su vez deriva del griego βασιλική (fonéticamente, basiliké) que significa 'regia o real' (fem.), y viene a ser una elipsis de la expresión completa βασιλική οἰκία (basiliké oikía) que quiere decir «casa real». Una basílica era un suntuoso edificio público que en Grecia y Roma solía destinarse al tribunal, y que en las ciudades romanas ocupaba un lugar preferente en el foro.
Más adelante, los cristianos aprovecharon la forma basilical y, en muchos casos, los propios edificios romanos para utilizarlos como recinto religioso oficial para la celebración de la liturgia. Después de que el Imperio romano se volviese oficialmente cristiano, el término se usó también para referirse a iglesias, generalmente grandes o importantes, a las que se habían otorgado ritos especiales y privilegios en materia de culto. En este sentido se utiliza hoy la denominación, tanto desde el punto de vista arquitectónico como religioso.

## La basílica romana

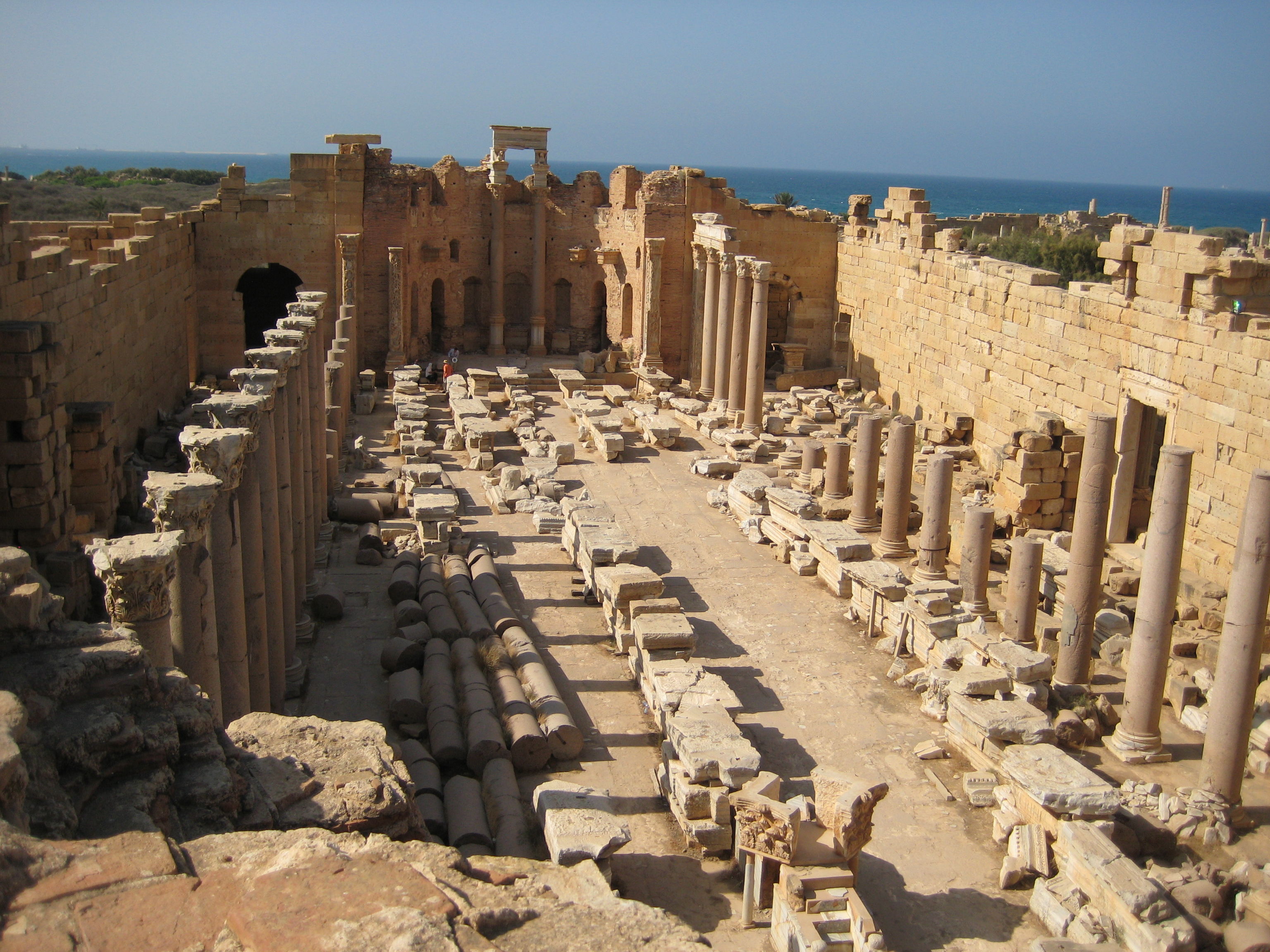
Restos de una antigua basílica romana en Leptis Magna (Libia)

La basílica romana tuvo múltiples usos, dedicándose a mercado, lugar de transacciones financieras, culto o, más ordinariamente, a la administración de justicia; también se utilizaba como lugar de reunión de los ciudadanos para tratar asuntos comunes.
En cuanto a su concepción arquitectónica, se trataba de una gran sala rectangular compuesta por una o más naves (siempre en número impar), en este segundo caso, la central era más ancha y alta y estaba soportada por columnas. La diferencia de alturas se aprovechaba para abrir huecos de iluminación en la parte alta de los muros. En uno de los extremos de la nave principal existía una exedra o ábside, donde se instalaba la presidencia, mientras que la entrada se efectuaba por el extremo opuesto a través de un pórtico.

### Las basílicas del Foro Romano
A lo largo de la historia, en el Foro Romano se construyeron las siguientes basílicas:
- Basílica Porcia, construida en 184 a. C. por Marco Porcio Catón, «Catón el Viejo».
- Basílica Emilia, construida  en 179 a. C. por el censor Marco Emilio Lépido.
- Basílica Opimia, construida en 169 a. C. por el cónsul Opimio
- Basílica Sempronia, construida  en 169 a. C. por el censor Tiberio Sempronio Graco.
- Basílica Julia, iniciada en 54 a. C. por Augusto sobre los restos de la antigua basílica Sempronia.
- Basílica de Majencio, una de las más espléndidas y uno de los edificios más importantes de su tiempo, iniciada por el emperador Majencio entre los años 307 y 310 y acabada por Constantino después de 313. Se singulariza por disponer de cubierta abovedada de arista.

## La basílica cristiana

Estructura de una basílica del estilo gótico (si los tejados tienen poca inclinación, el triforio puede faltar o puede estar una galería con ventanas propias).

Tras el edicto de Milán de 313 promulgado por Constantino el Grande (313–337) el Imperio romano permite el culto de la religión cristiana. A partir de entonces los cristianos utilizan la tipología arquitectónica basilical para la construcción de los nuevos templos.
Se entiende por basílica cristiana propiamente dicha en sentido arquitectónico toda planta rectangular con uno o más ábsides en el testero y con naves a lo largo separadas por columnas (o pilastras), sobre las cuales se apoyan sus correspondientes arcos o arquitrabes de tipo romano. Las referidas naves (tres por lo común) terminan en el ábside. En el ábside se coloca el altar y en torno a él se disponen los oficiantes. Delante, en el presbiterio, se sitúan los presbíteros, mientras que los fieles ocupan el resto de la nave o naves.
La planta basilical elemental consiste en las naves longitudinales sin transepto. Pero muchas basílicas tienen un transepto. Frecuentemente el trasepto casi no resalta los lados de la nave. Las basílicas paleocristianas no tuvieron un crucero acentuado. Aunque inicialmente los templos cristianos seguían las pautas constructivas de las basílicas, pronto dieron paso a otras formas, como la planta de cruz latina o la de cruz griega, que se generalizaron sin que por ello desapareciera la forma basilical.
La cubierta de las naves suele consistir en una armadura de madera artísticamente decorada y visible desde el interior o bien oculta por un artesonado: a veces, tienen bóveda en naves laterales y siempre el ábside remata en bóveda de cuarto de esfera.
La iluminación de las basílicas se obtiene por ventanas abiertas en la parte superior (claristorio) de la nave central más elevada que las laterales y por otras ventanas que se sitúan en el ábside y en el frontis del edificio. Todas ellas solían cerrarse con láminas de mármol perforado o calado para dar entrada a la luz e impedir la acción de elementos destructores. Pero también se usaban láminas transparentes de alabastro sin perforar e incluso vitrales de color en basílicas suntuosas según se infiere de algunos textos de San Juan Crisóstomo y de Prudencio.
La decoración interior se logra por las mismas líneas arquitectónicas del edificio con sus clásicas molduras y por diferentes adornos de pinturas y mosaicos, sobre todo, en el muro superior del arco triunfal y en los ábsides siempre magníficamente decorados.
Con frecuencia, se disponían orientadas las basílicas según el eje principal de la nave de modo que el ábside diera hacia Occidente. Pero desde el siglo VI dando ejemplo las iglesias bizantinas, se orientaron en sentido opuesto ya que el sacerdote (que al ofrecer el sacrificio miraba a Oriente) no celebraba ya de cara al pueblo como antes.
Además de las iglesias de tipo basilical, había en esta primera época de la paz constantiniana otras menores, de planta simplemente rectangular o cuadrada e incluso redonda, que servían de oratorios o capillas sepulcrales o memoriales de los mártires (cellae memoriae) y no faltaban otras de forma poligonal o circular destinadas a baptisterios. Todas ellas e incluso casi todas las grandes basílicas se construyeron desde sus fundamentos y solo algunas en escaso número habían sido antes edificios públicos o templos de que se habilitaron para el culto católico.
La distribución interior de las basílicas en los primeros siglos de la paz, siguiendo el modelo de las constantinianas, es como sigue: 
1. el atrio, con su entrada, su peristilo y su fuente o cántharus en medio, precedido a veces de un pórtico o vestíbulo exterior
2. el nárthex o vestíbulo interior
3. justo después, las tres puertas correspondientes a las tres naves
4. las tres naves, separadas por columnas y, a veces, por verjas y cortinajes
5. el coro de los cantores
6. el bema o ábside o presbiterio elevado con dos o tres gradas con su arco de triunfo sobre la entrada y su único altar en medio cubierto con un templete o baldaquino y situado sobre la cripta o sepultura de un mártir confessio o ciborio. Además, tiene el ábside su cátedra episcopal
7. los ábsides laterales o nichos para servir de sacristías o secretarium, donde se colocaban las vestiduras y diferentes objetos sagradas en el de la derecha, llamada diaconium y las ofrendas de los fieles en el de la izquierda que por esto se denominaba zophylacium. No siempre existían los ábsides secundarios ni se destinaban en todo caso a servir de sacristía. Pero en algunas iglesias se colocaban a los lados del presbiterio dos altares menores para la preparación y terminación del sacrificio (próthesis y apódosis, respectivamente)

En la entrada del presbiterio, como para aislarlo del resto de la iglesia, se elevaban unas columnas que sostenían un arquitrabe de mármol o de madera para fijar sobre él exvotos y lámparas. A este conjunto arquitectónico se le llama pérgula y corresponde al iconostasio de las iglesias orientales el cual es un cuerpo más cerrado y completo y se halla decorado con multitud de imágenes devotas. 
En algunas basílicas, sobre una parte de las naves laterales, había un piso con tribunas que daban vista a la central y que se reservaban, generalmente, a las vírgenes y viudas. Este sitio se llamaba gynnaeceum. La planta baja de la nave izquierda (o sea, del Evangelio) se destinaba a las mujeres y se denominaba matronikion. A la derecha, para los hombres, se llamaba andron y cada grupo entraba en la basílica por su puerta correspondiente. La de en medio, que se llamaba argéntea y speciosa, servía de entrada a los clérigos. En la parte derecha y con separación de verja o pretil, se situaban los hombres de distinción y a la izquierda las matronas. De aquí los nombres de senatorium y matronaeum que, respectivamente, se les daba.
A los lados del coro se situaban anchos púlpitos o ambones para la lectura del Evangelio y la Epístola. La colocación de los fieles era la siguiente:
- en el atrium o, en su defecto, en el nárthex pero a distancia de la puerta interior de entrada se colocaban los penitentes del primer grado (flentes);
- en el nárthex o pronaos, junto a la puerta interior, los penitentes del segundo grado (audientes) y los catecúmenos del primero (que también se llamaban audientes);
- dentro ya de las naves y cerca de las puertas, los penitentes del tercero y cuarto grados (prostrati y consistentes) con los catecúmenos prostrati y competentes;
- más adelante estaban los fieles comunicantes o que participaban de los divinos misterios.

Este género de arquitectura basilical siguió imperando en Roma y sus cercanías con bastante firmeza y exclusivismo hasta la época moderna (salvo raras excepciones) pero en las demás regiones del mundo católico evolucionó mucho después transformándose en diferentes géneros y estilos.

Iglesia basilical de planta elemental
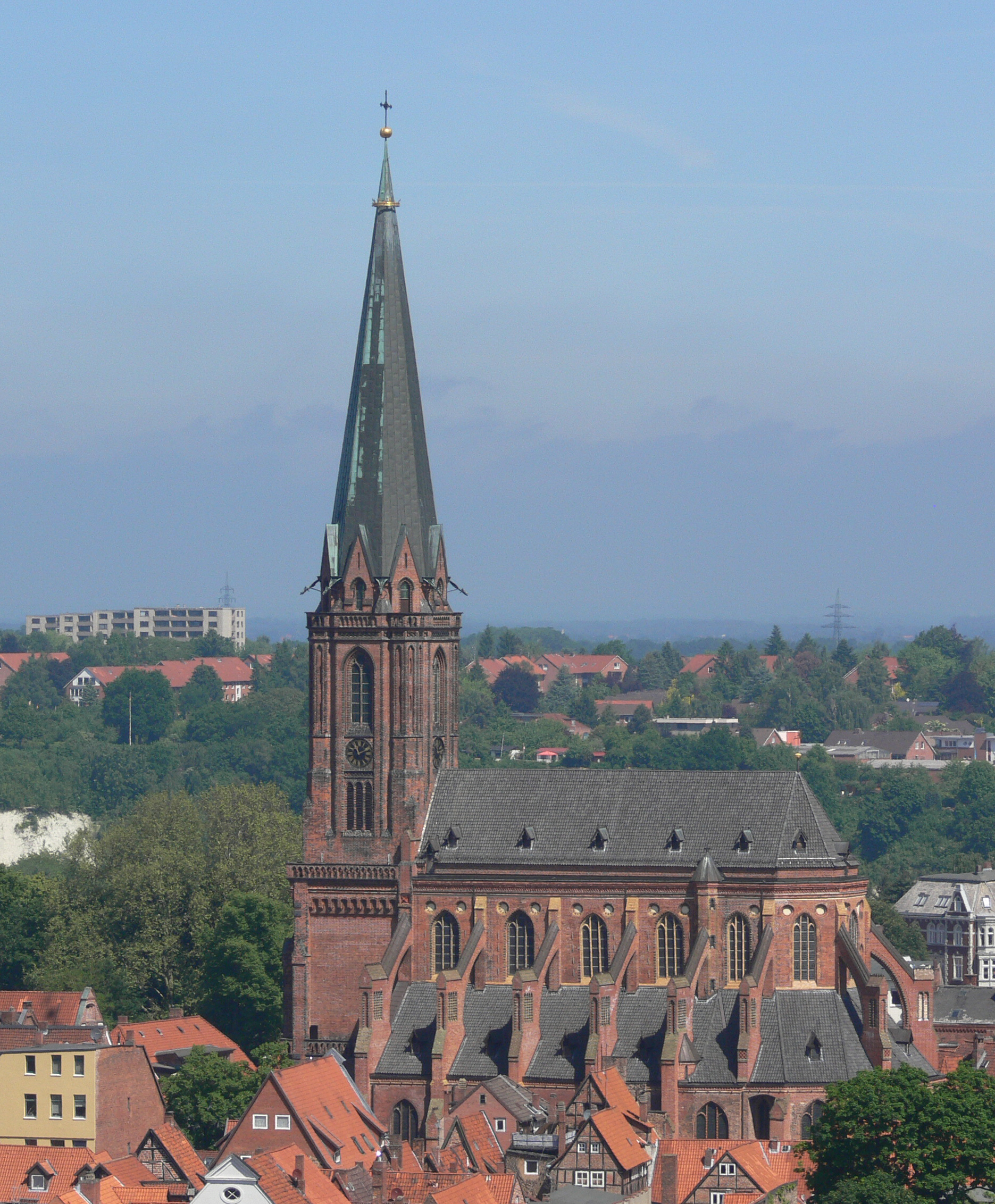
San Nicolas (Luneburgo):
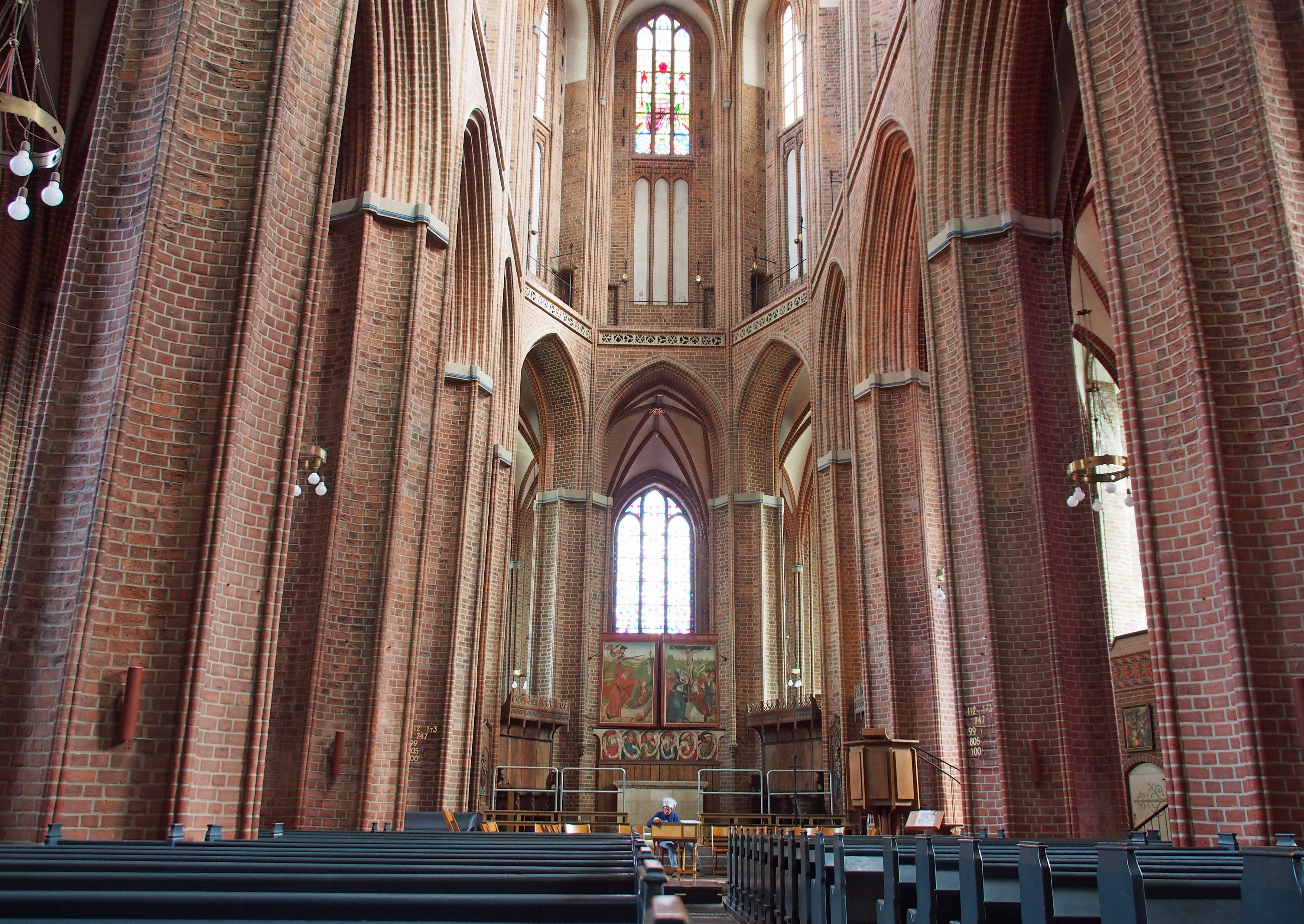
Interior de la nave basilical
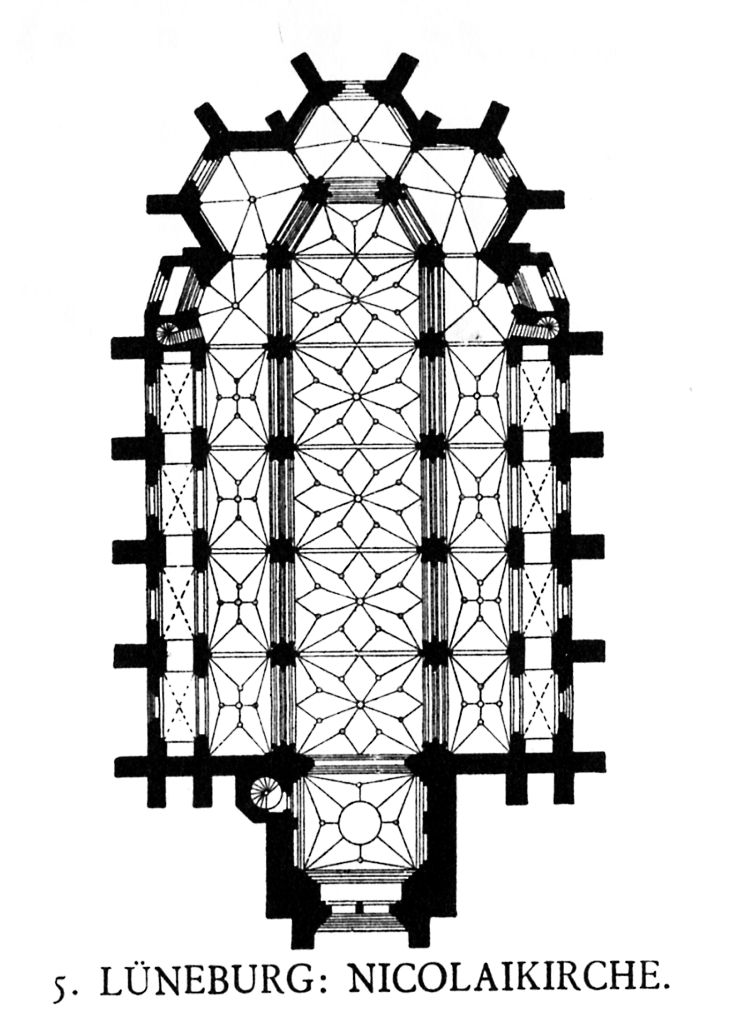
Planta basilical elemental

Iglesia basilical de planta cruciforme con naves de igual anchura
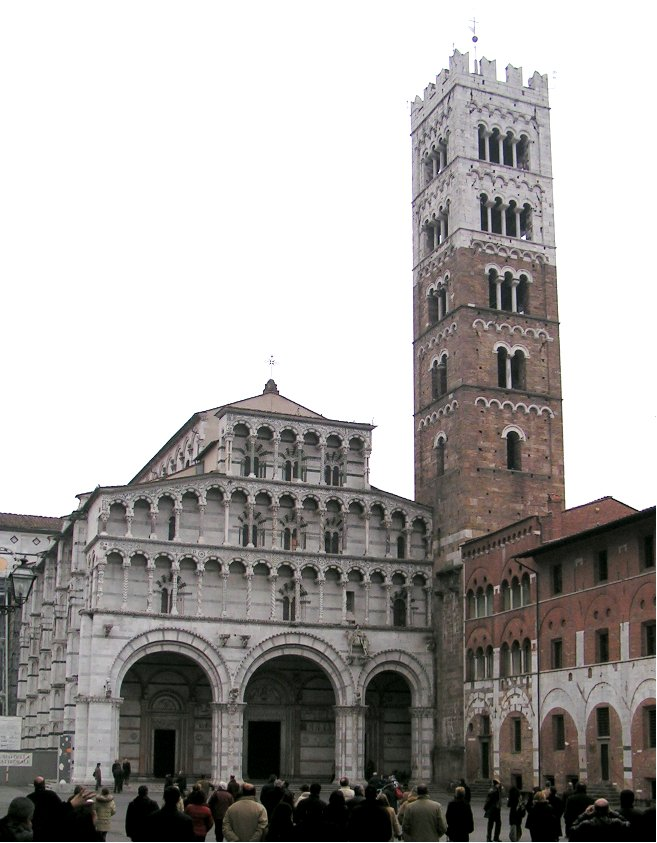
Catedral de Lucca
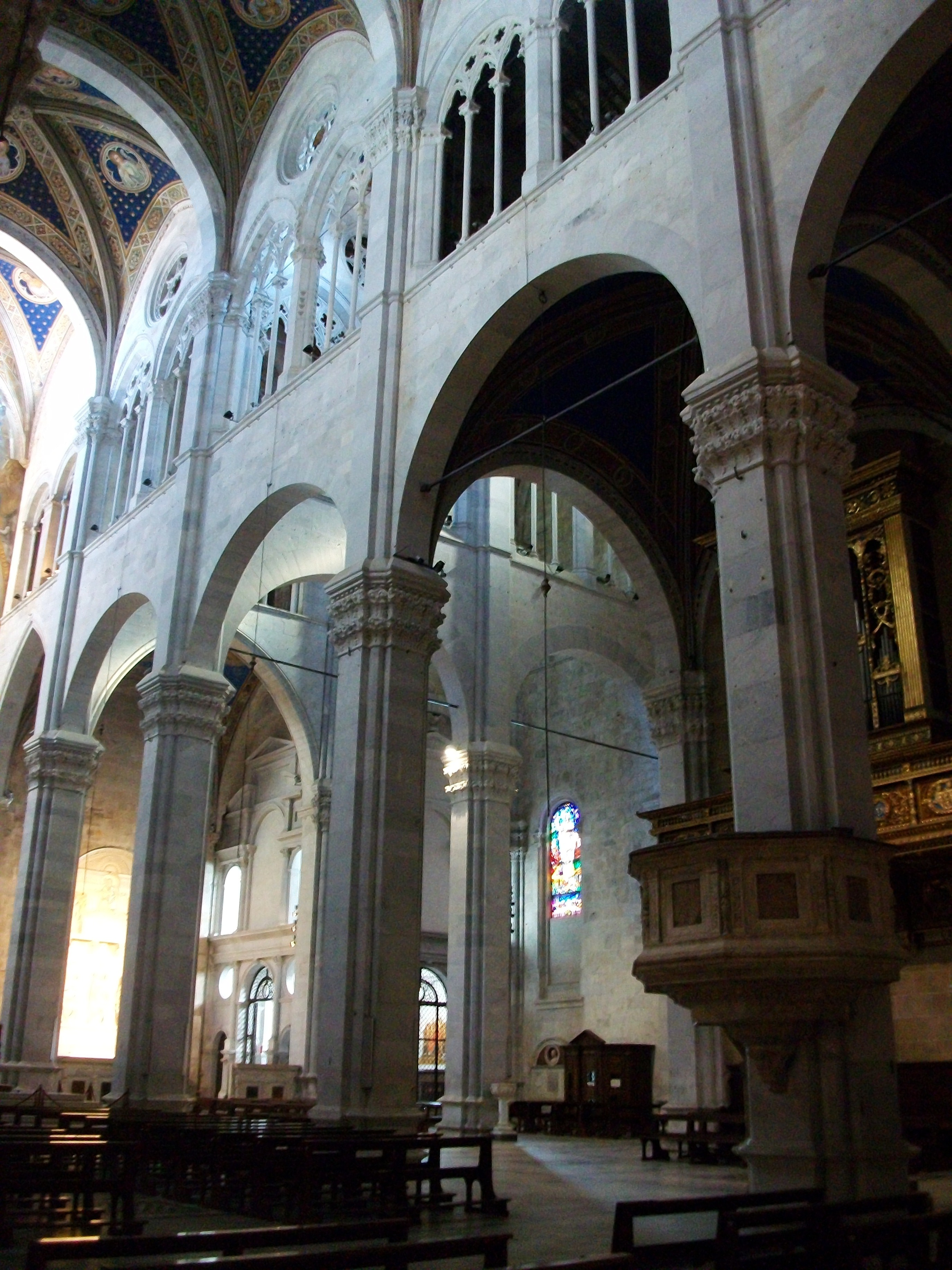
Interior de la nave basilical
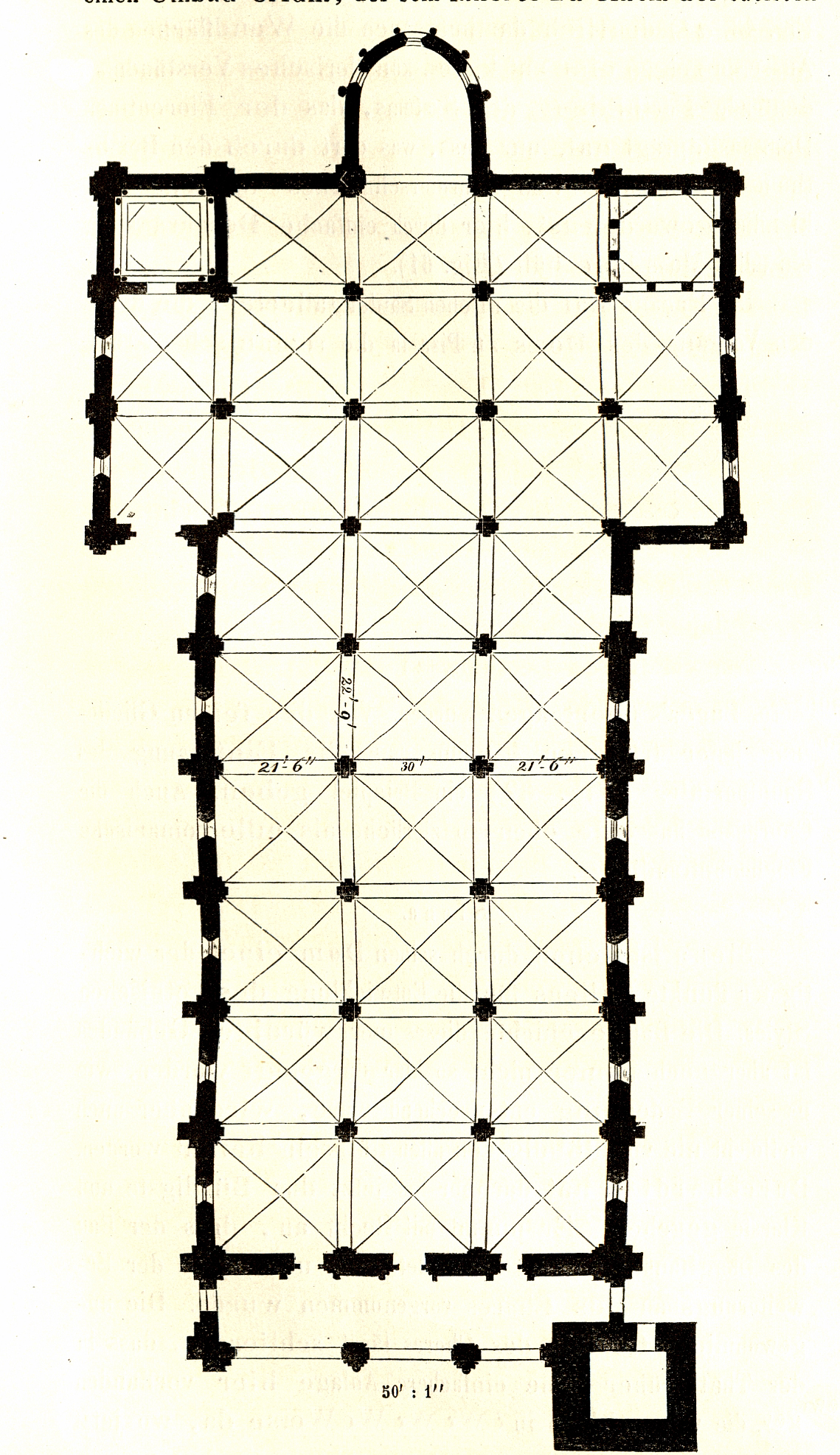
Planta cruciforme

## La basílica litúrgica

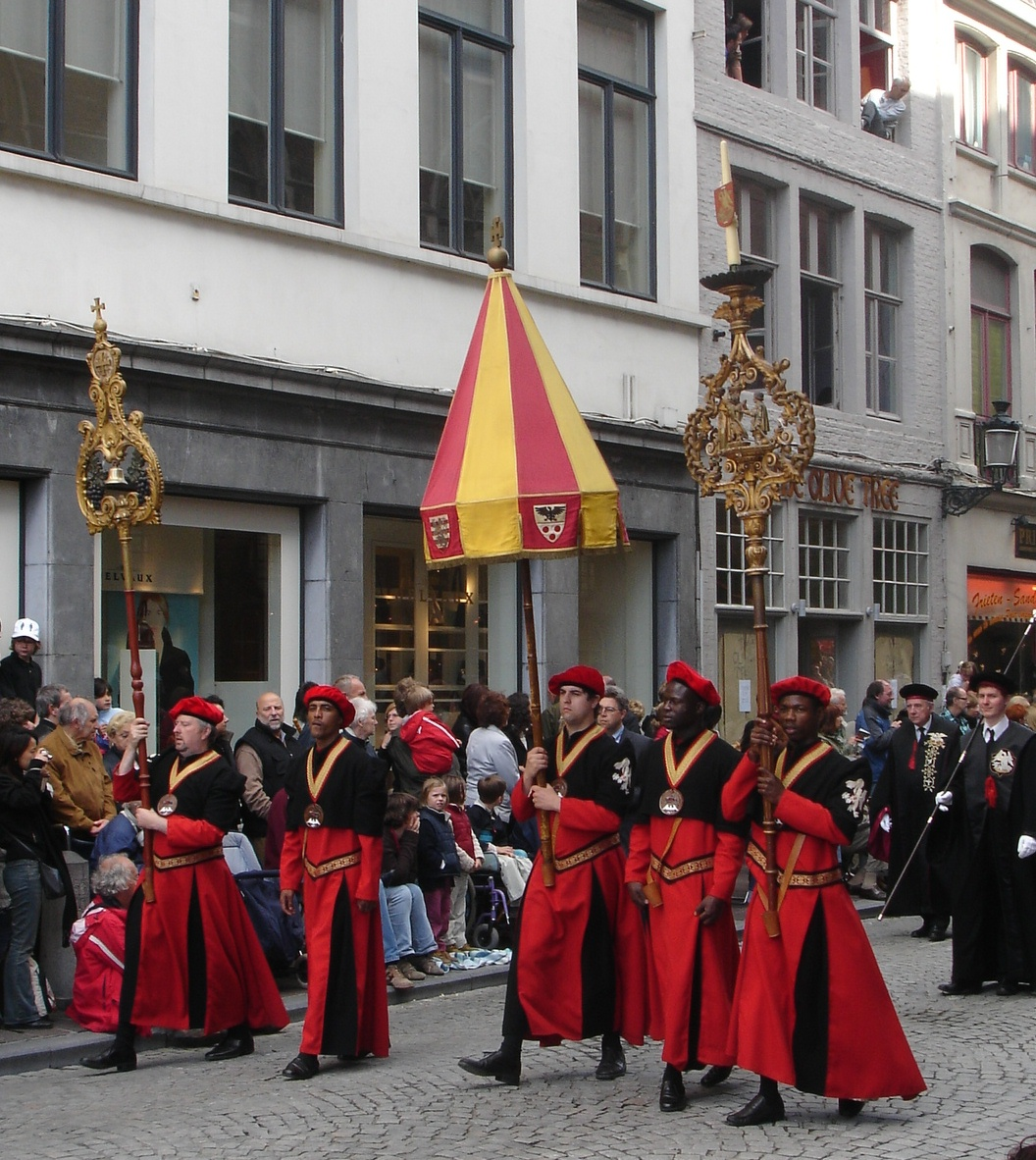
Procesión de la Preciosísima Sangre de Jesucristo en Brujas, en el centro el conopeo (del latín, conopeum) y a la izquierda de la imagen el tintinábulo.

Con independencia de su trazado arquitectónico, una iglesia puede titularse «Basílica» por prerrogativa del romano pontífice. Así, en sentido litúrgico, son basílicas todas aquellas iglesias que, por su importancia, por sus circunstancias históricas, o por aspectos de cierto relieve, obtengan ese privilegio papal. Se distinguen las basílicas mayores y las basílicas menores.
Cuando el papa eleva a una iglesia a la condición de Basílica Menor le otorga el derecho a lucir en el altar mayor dos signos de la dignidad papal y la unión con la Santa Sede: el conopeo o umbraculum y el tintinábulo (ambos visibles en la imagen). A pesar de esto, hoy en día, la normativa vigente sobre las basílicas no se pronuncia en ningún momento sobre el derecho a utilizar el conopeo y el tintinábulo, ya que actualmente no existen litúrgicamente.
Además, el Santo Padre concede a la comunidad que rinde culto en la Basílica la gracia de ganar la indulgencia plenaria si visita el templo en cuatro ocasiones especiales: el día de San Pedro y San Pablo, el día de la Cátedra de San Pedro, el aniversario de la entronización del pontífice reinante, y otra fecha del año elegida libremente.
También existen basílicas que se consideran tales por «concesión inmemorial», es decir, que no necesariamente han sido declaradas con esta dignidad por el papa, pero que sin embargo, la Santa Sede las reconoce como basílicas, generalmente por ser templos relacionados con lugares en donde tuvieron lugar los hechos de la Pasión de Cristo, y por ser o estar construidas sobre basílicas paleocristianas en donde han sido enterrados mártires. Todas las basílicas de «concesión inmemorial» son consideradas basílicas menores, menos las cuatro basílicas mayores de Roma, que también son de «concesión inmemorial». En esta categoría estarían las basílicas de la Natividad, del Santo Sepulcro o la de las Naciones, también la Catedral-Basílica de Florencia, la Basílica de San Francisco de Asís y la de San Antonio de Padua, o la Catedral-Basílica de Santiago de Compostela, entre otras.
Para que un templo pueda alcanzar el título basilical, debe reunir tres requisitos: 
- ser un templo de excepcional esplendor, levantado con un perfil destacado;
- ser el foco espiritual de una comunidad que es santuario para la multitud de devotos que acuden a él;
- poseer un tesoro espiritual y sagrado, dando culto ininterrumpido al Señor, a la Virgen y al Santo venerado en él.

También se asocian al templo ciertos deberes, entre ellos:
- que el oficio celebrado en ella sea un ejemplo para los demás templos de la diócesis a la que pertenece;
- promover la formación bíblica y religiosa de los fieles, como el estudio y divulgación de los documentos con los que se propone el magisterio del sumo pontífice;
- obligación de celebrar las fiestas de la Cátedra de San Pedro (22 de febrero), de San Pedro y San Pablo (29 de junio), y el aniversario de la exaltación del sumo pontífice. Ver: Anexo:Basílicas católicas

### Basílicas mayores
En el lenguaje eclesiástico se ha introducido la distinción entre basílicas mayores y basílicas menores. Desde la Edad Media se han considerado basílicas mayores:

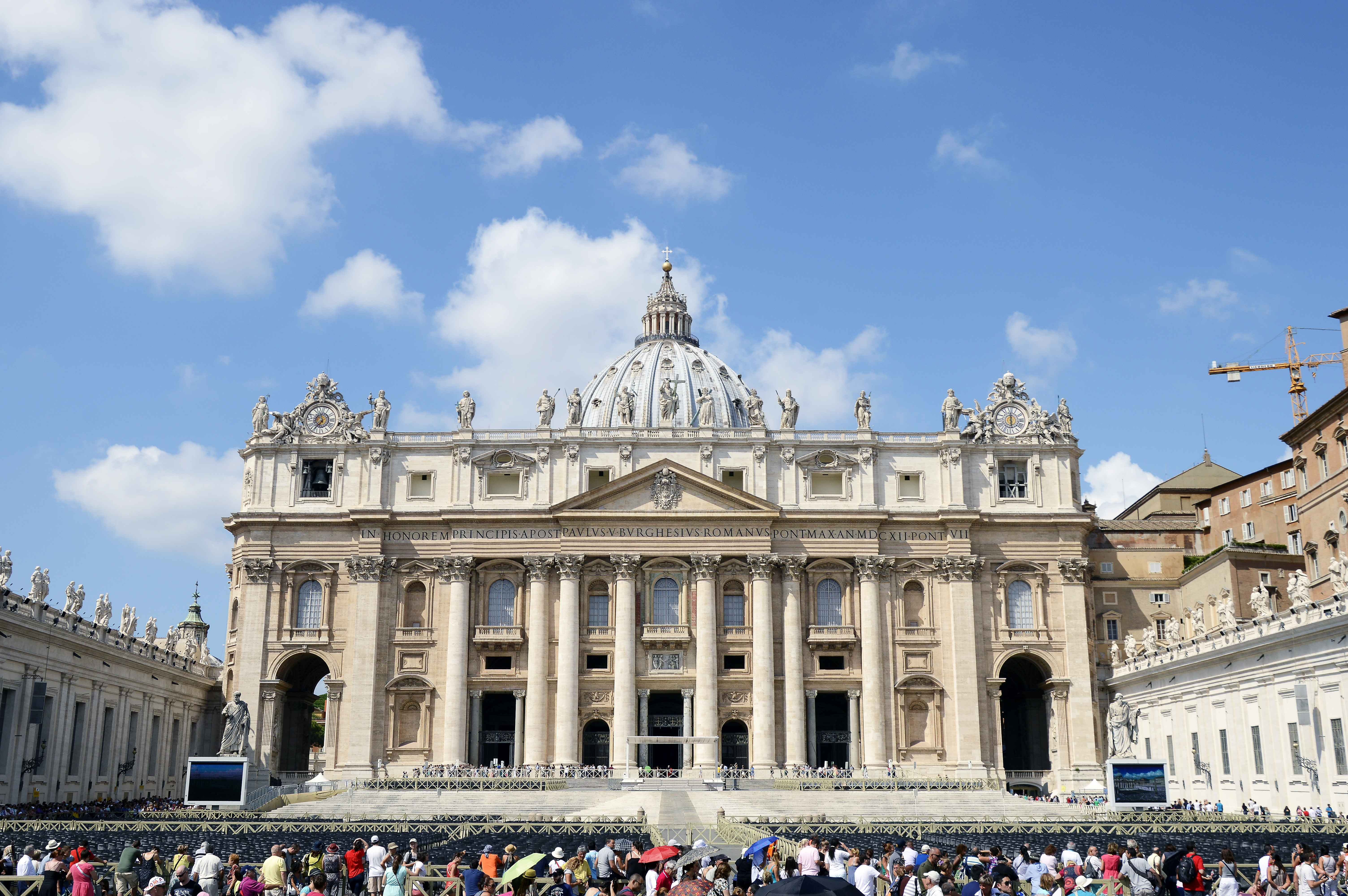
Basílica mayor de San Pedro

- basílica de San Juan de Letrán, antes San Salvador, es la sede del papa como obispo de Roma y patriarca de occidente, aunque este es un título que a partir del año 2006 ha dejado de utirizarse[6] Es por tanto la catedral de Roma..
- basílica de San Pedro del Vaticano, la segunda iglesia más grande de todas y la más venerada por conservar la tumba de San Pedro; es la utilizada para celebrar el inicio del ministerio papal y algunas canonizaciones.
- basílica de Santa María la Mayor, construida en honor de la Virgen, en recuerdo del concilio de Éfeso que declaró a Santa María, madre de Dios. Se encuentra bajo la protección del Reino de España, pues es tradición que su techo fue revestido con el primer oro importadode América.
- basílica de San Pablo Extramuros, fue erigida por Constantino a la mitad del siglo IV, en el lugar que la tradición sitúa la tumba de San Pablo.

Las basílicas mayores tienen como representante del papa un cardenal arcipreste, En San Pablo extramuros, el padre abad ejerce de cardenal arcipreste. En todas ellas además del colegio de canónigos, con el privilegio de protonotarios; hay además un colegio de presbíteros cuya única función era la de estar continuamente disponibles para escuchar confesiones, en San Pablo esta función la desmpeñan los monjes de San Benito.
Estas cuatro basílicas mayores también se distinguen por disponer de cinco naves y cinco puertas, una de ellas habitualmente cerrada, es la denominada puerta santa, que solo se abre durante los jubileos romanos. La visita a estas basílicas es condición para ganar las indulgencias previstas en la declaración del jubileo. Por otra parte, nadie puede celebrar la misa en el altar mayor, salvo el papa y los delegados especiales que actúan en lugar de éste.
Históricamentes se han considerado también basílicas mayores, aunque no cumplen todas las condiciones que se establecen para estas basílicas, las siguientes iglesias romanas
- basílica de San Lorenzo Extramuros, asignada antiguamente al Patriarca de Jerusalén[cita requerida];
- basílica de San Sebastián de las Catacumbas o de San Sebastián Extramuros (Basilica di San Sebastiano fuori le mura);
- basílica de la Santa Cruz de Jerusalén (Basilica di Santa Croce in Gerusalemme).

Al renunciar en 2006 al título de Patriarca de Occidente, el papa Benedicto XVI renombró a éstas basílicas de "basílicas patriarcales" a "basílicas papales". El título de "papal" fue dado oficialmente a dos iglesias asociadas a san Francisco de Asís, situado en o cerca de su ciudad natal:
- Basílica Papal de San Francisco de Asís
- Basílica Papal de Santa María de los Ángeles en la Porciúncula

### Basílicas menores

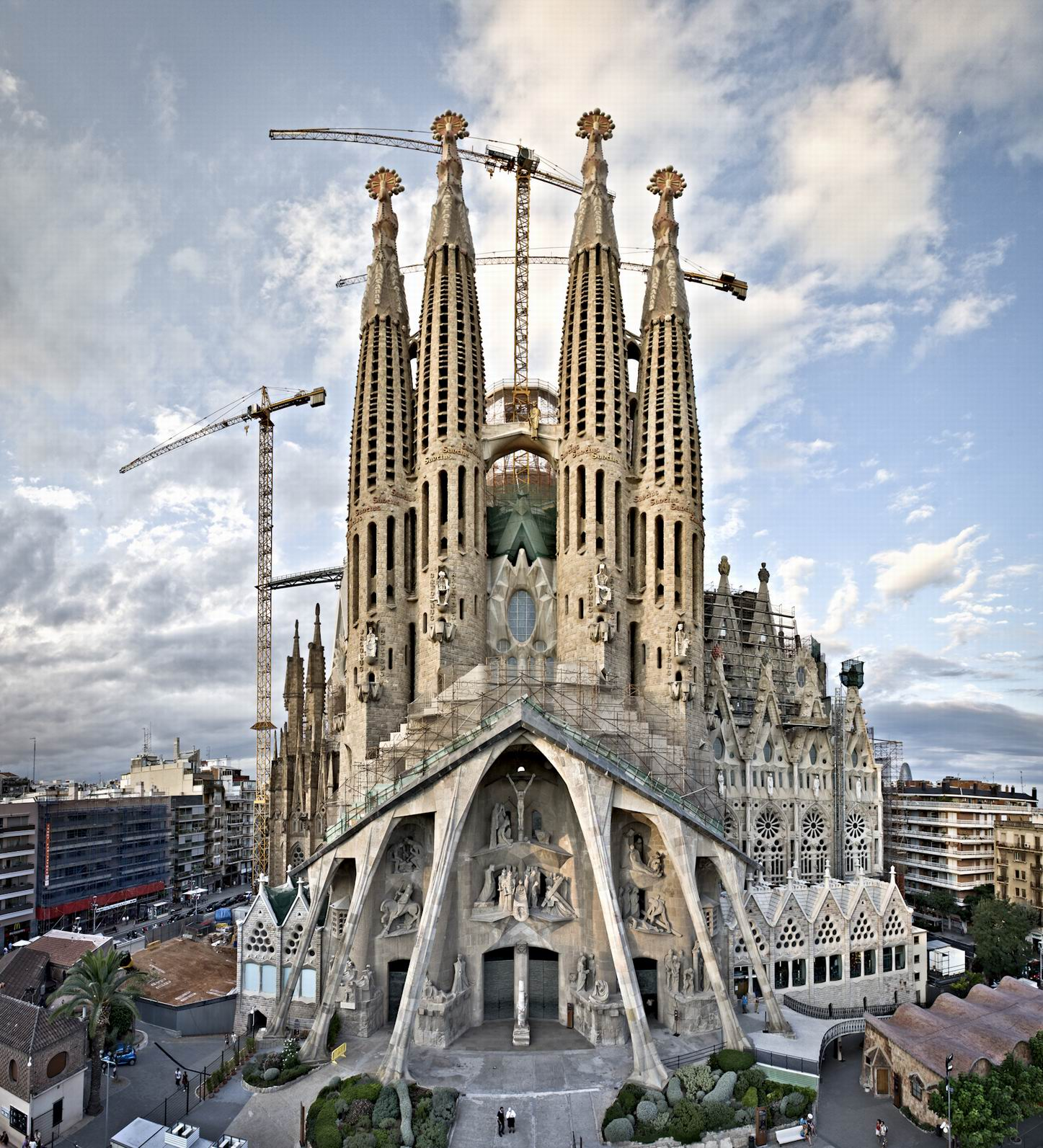
Templo Expiatorio de la Sagrada Familia, ejemplo de basílica menor.

Se consideran basílicas menores al resto de las iglesias romanas que tienen funciones parroquiales o bien son títulos cardenalicios o diaconías.
Los papas, además, han concedido ese título de «basílica menor», con los mismos privilegios que las iglesias romanas, a otros templos del mundo católico, mediante breve pontificio o rescripto. A partir de la constitución apostólica Pastor Bonus del 28 de junio de 1988 referida a la nueva ordenación de la Curia romana, es competencia de la Congregación para el Culto Divino y la Disciplina de los Sacramentos la concesión del título de «basílica menor».
En 2006 había oficialmente 1506 basílicas en todo el mundo (la lista completa se puede encontrar en el Anexo:Basílicas católicas). Todas las catedrales poseen implícito el título de basílica menor, aunque hay algunas catedrales que han solicitado el título de «basílica menor» por separado: a éstas se las conoce comúnmente como «catedral-basílica».

Destacadas basílicas menores en España
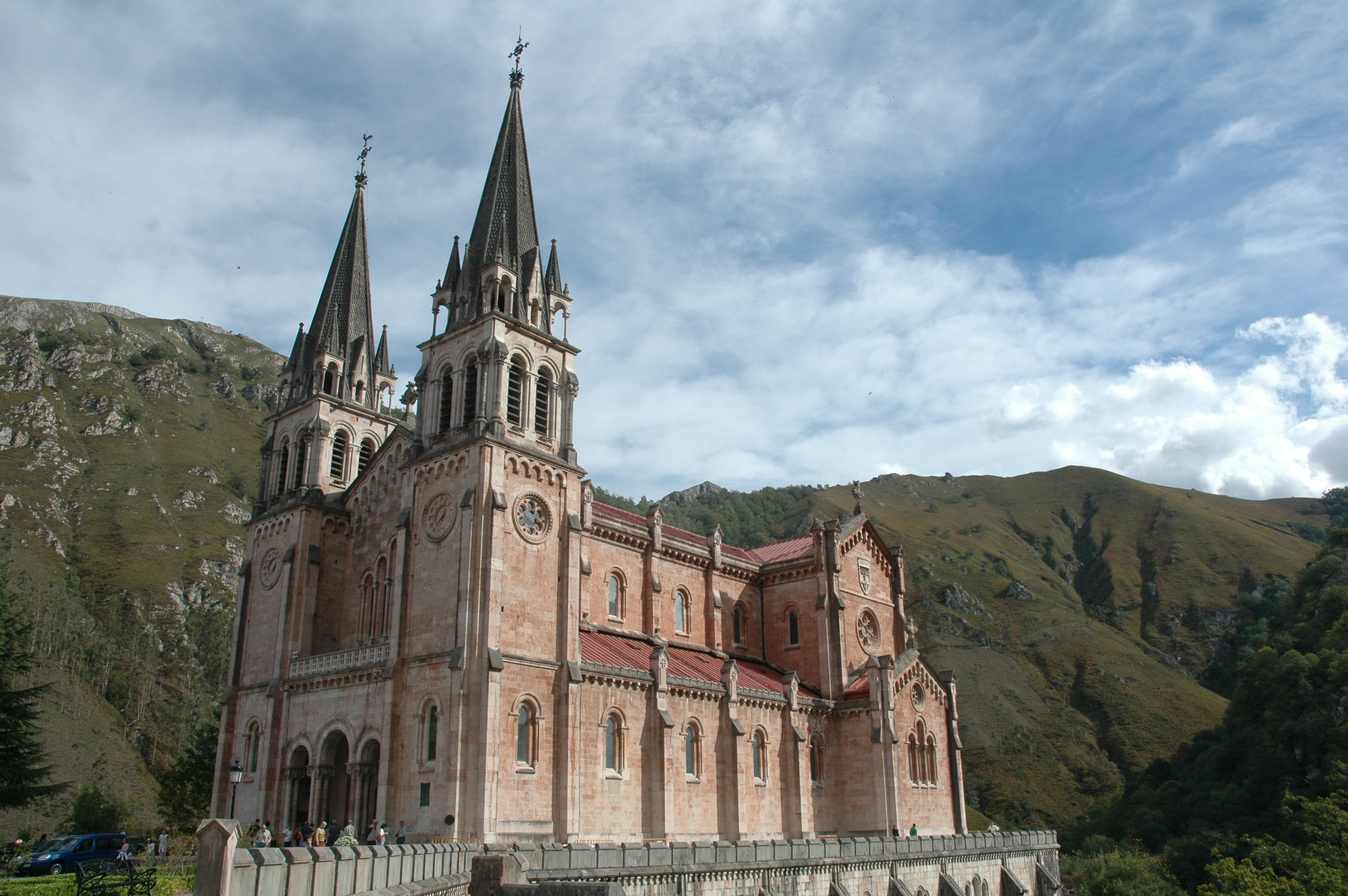
Basílica de Santa María la Real (Covadonga)
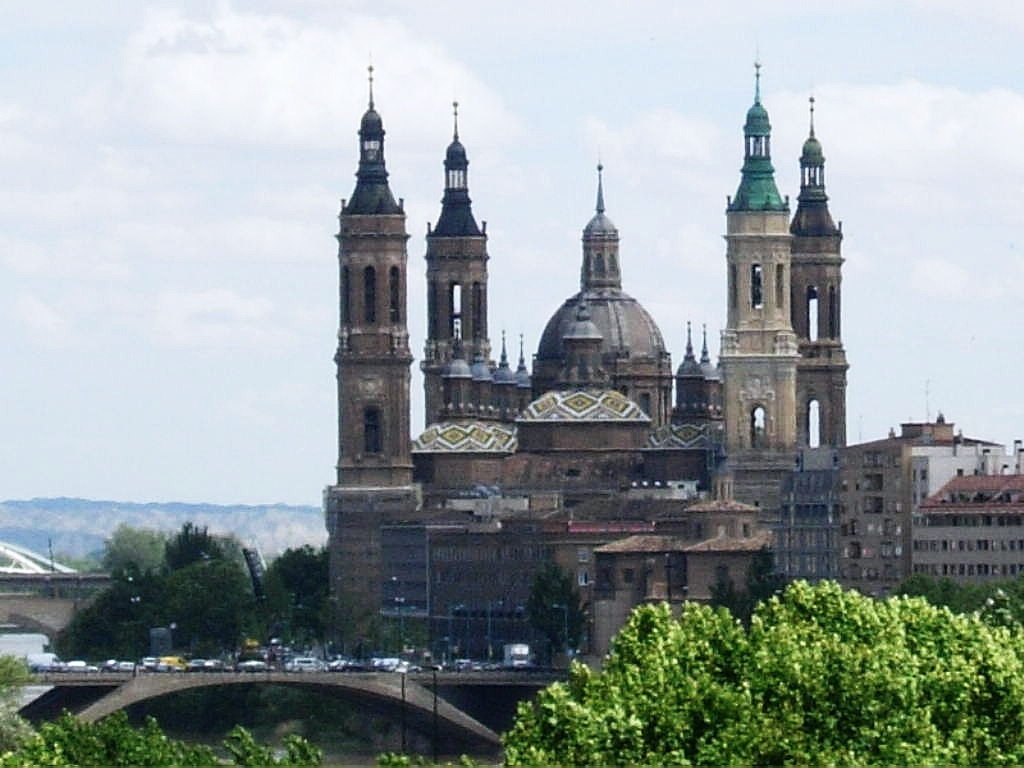
Catedral-Basílica de Nuestra Señora del Pilar (Zaragoza)
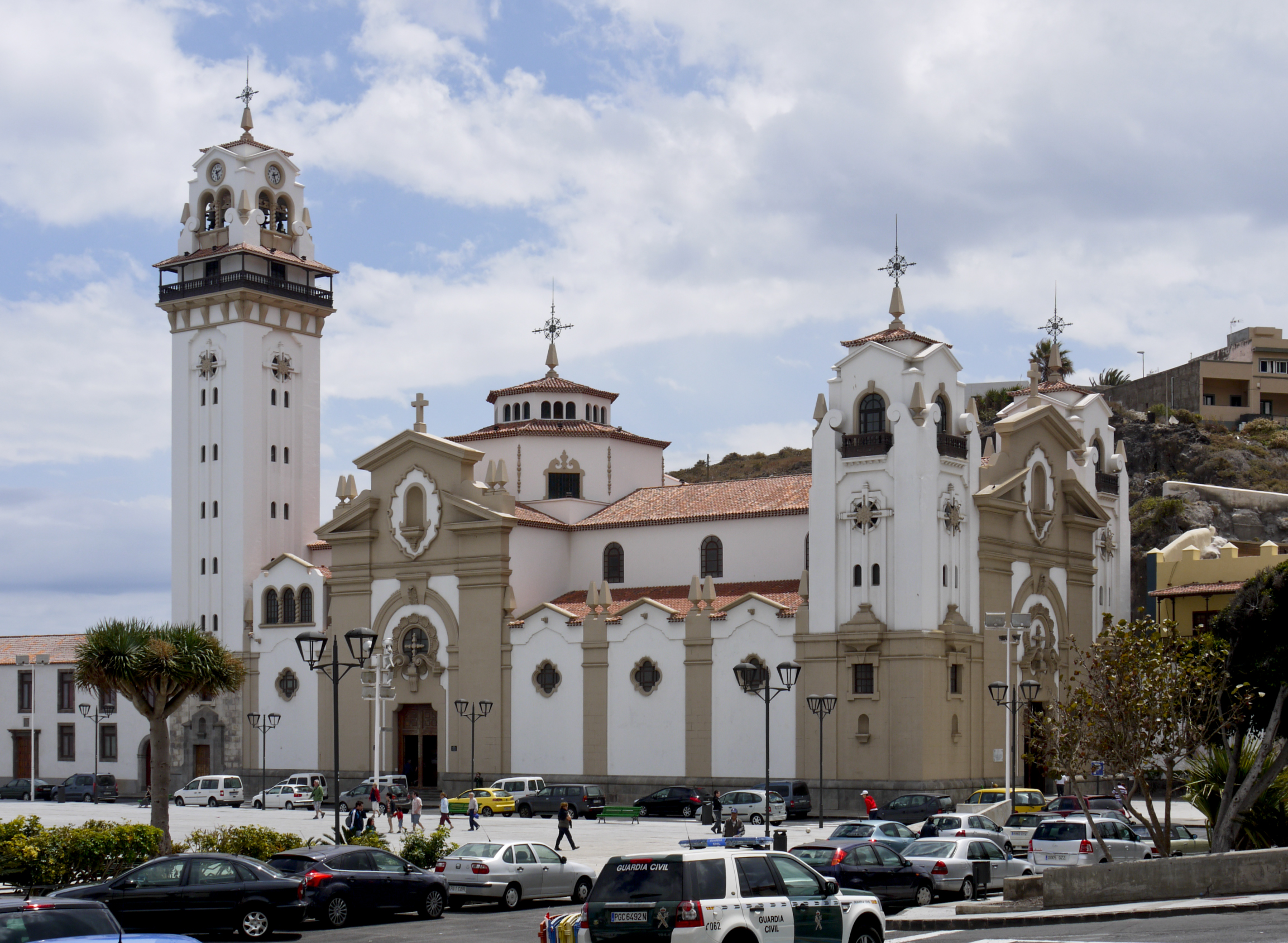
Basílica de Nuestra Señora de la Candelaria (Tenerife)

Destacadas basílicas menores en América
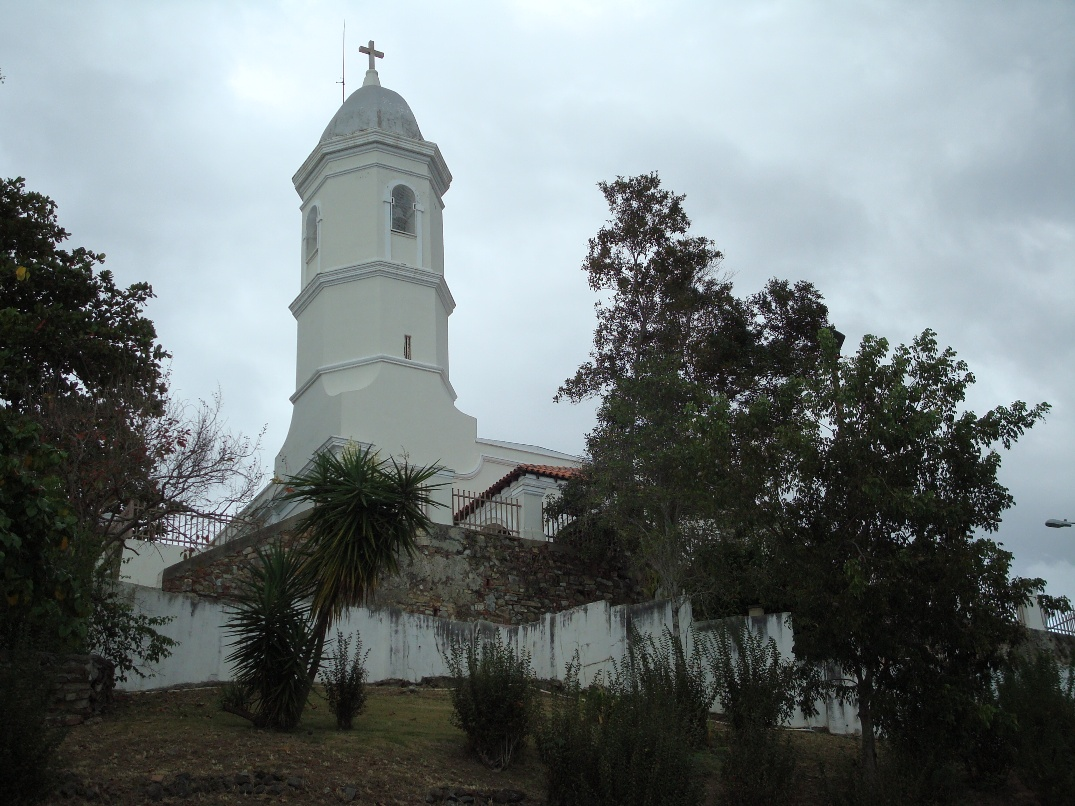
Basílica Menor Nuestra Señora de la Monserrate (Hormigueros, Puerto Rico)
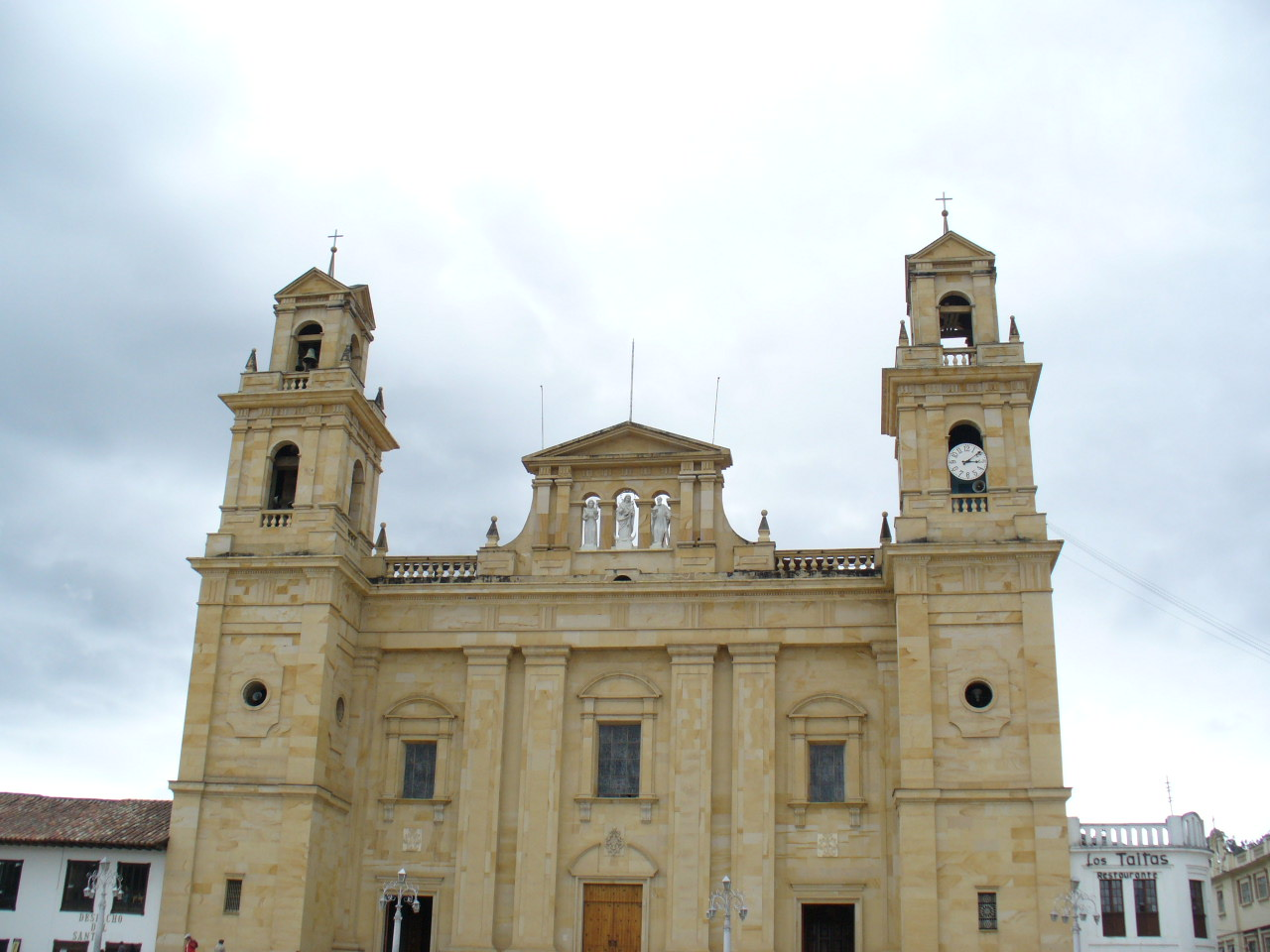
Basílica de Nuestra Señora del Rosario (Chiquinquirá, Colombia)
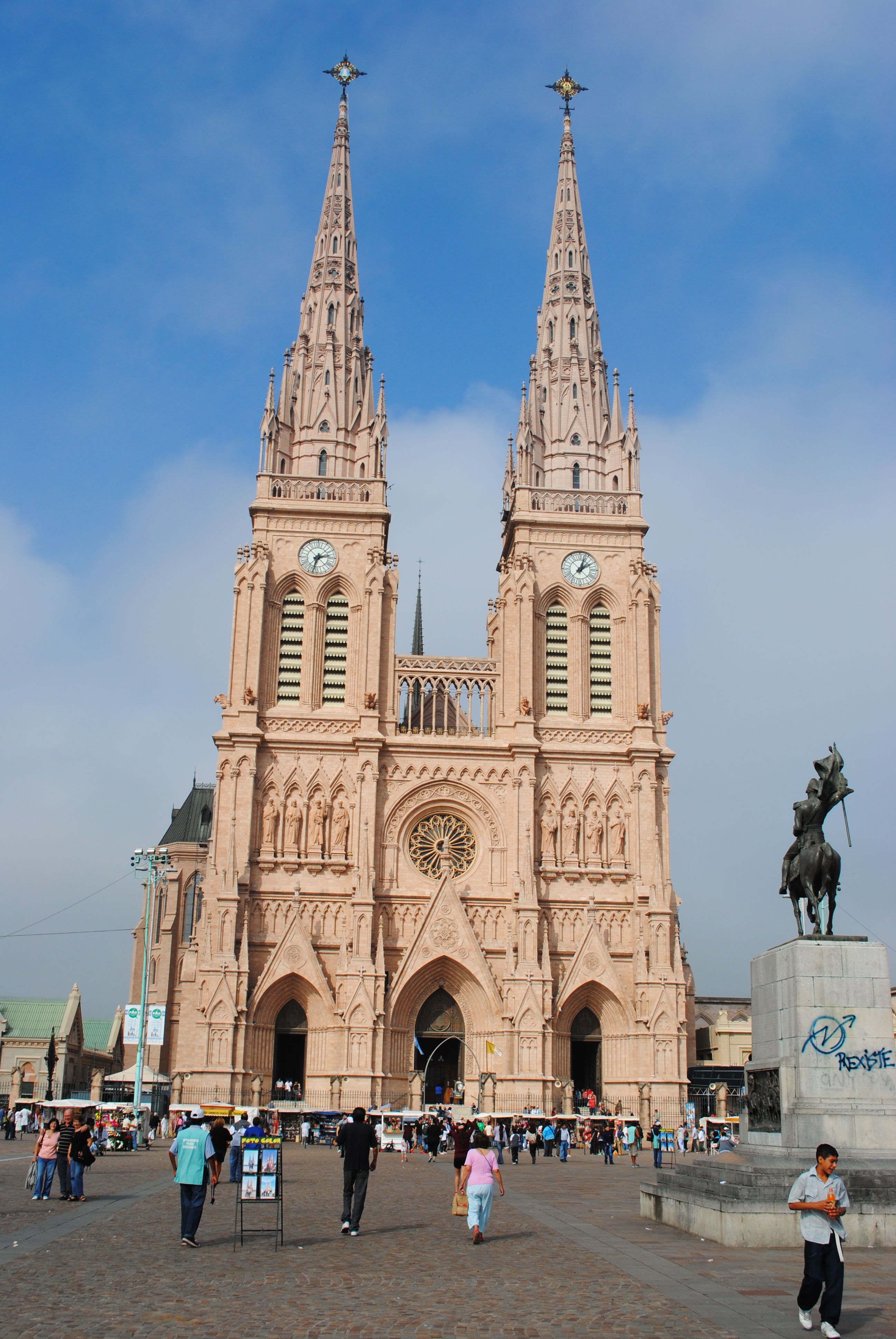
Basílica de Nuestra Señora de Luján (Luján, Argentina)
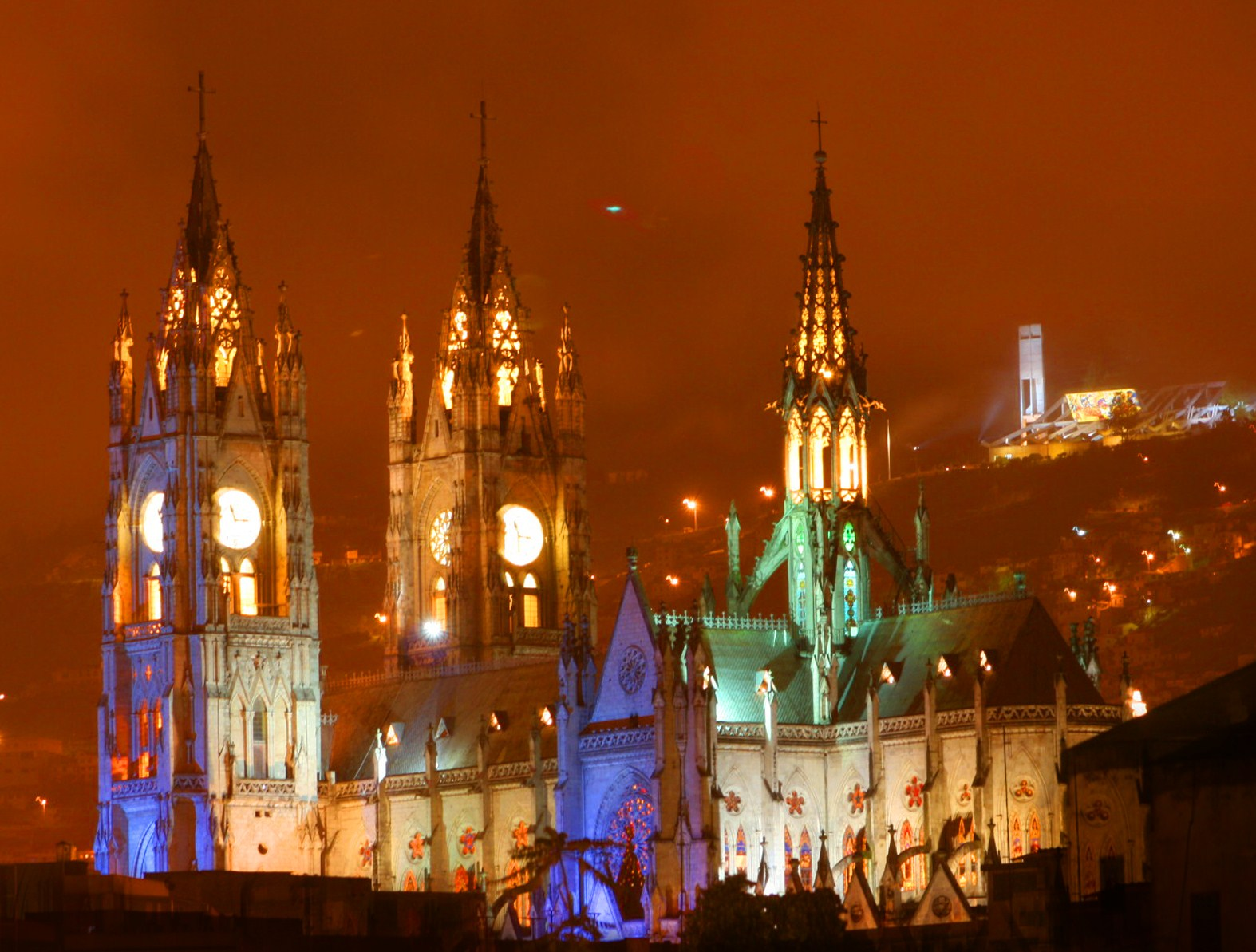
Basílica del Voto Nacional (Quito, Ecuador)
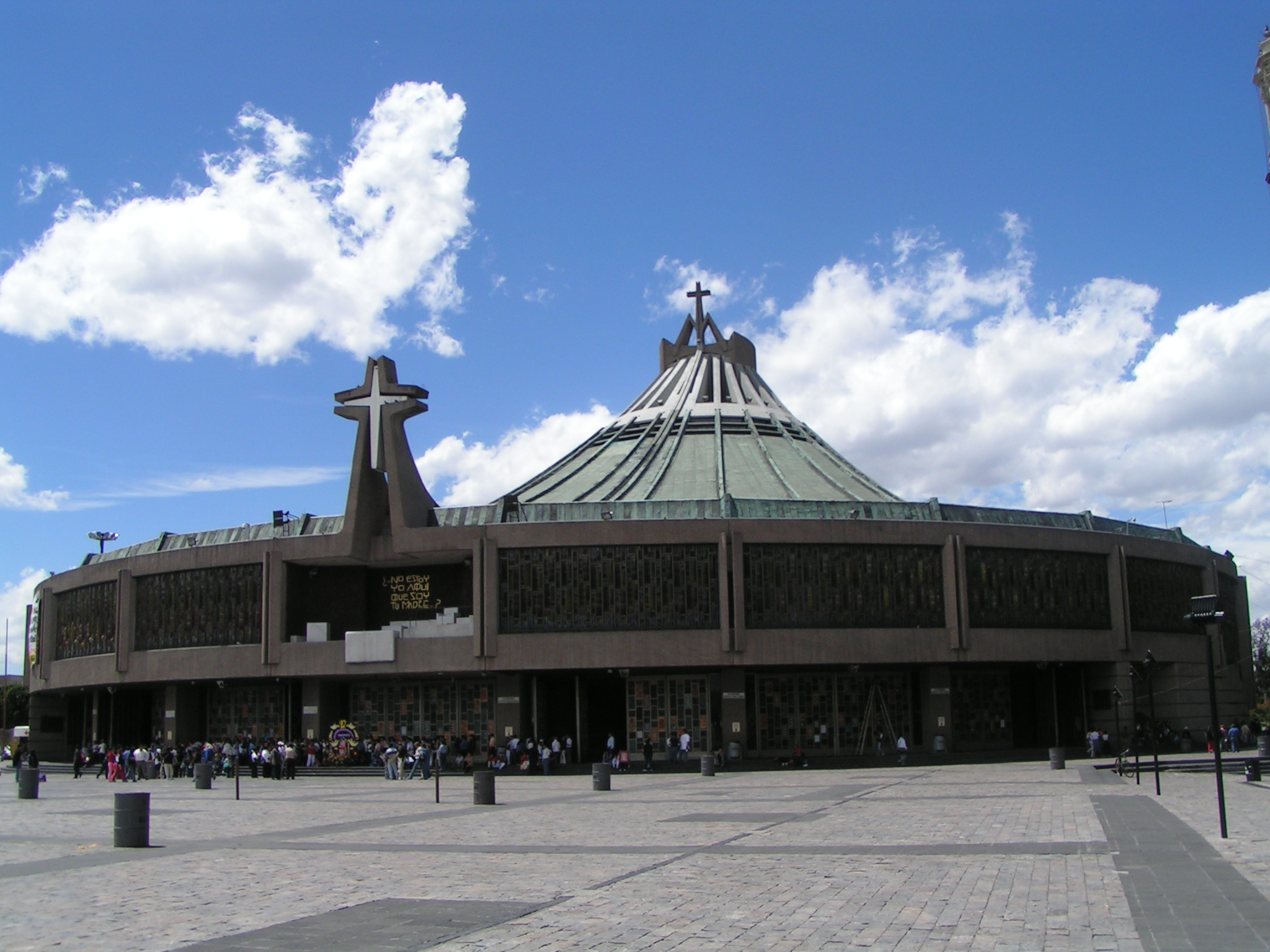
Basílica de Santa María de Guadalupe (México DF, México)
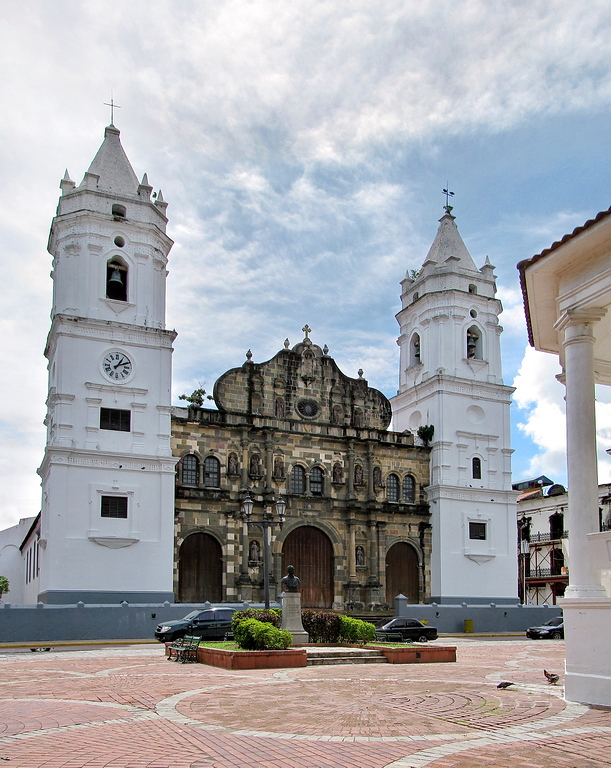
Basílica Santa Maria la Antigua de Panamá
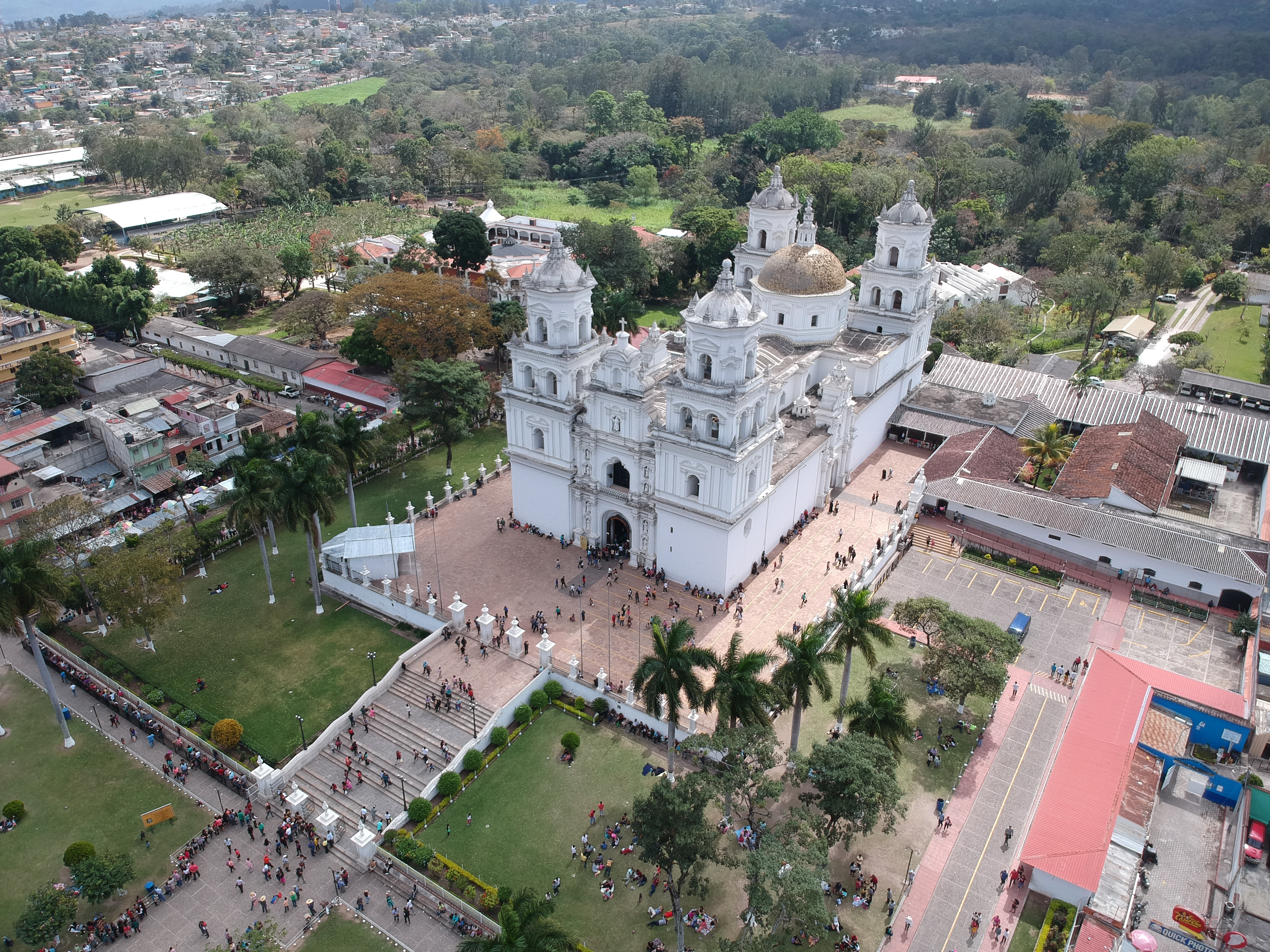
Catedral basílica de Esquipulas (Esquipulas, Guatemala)
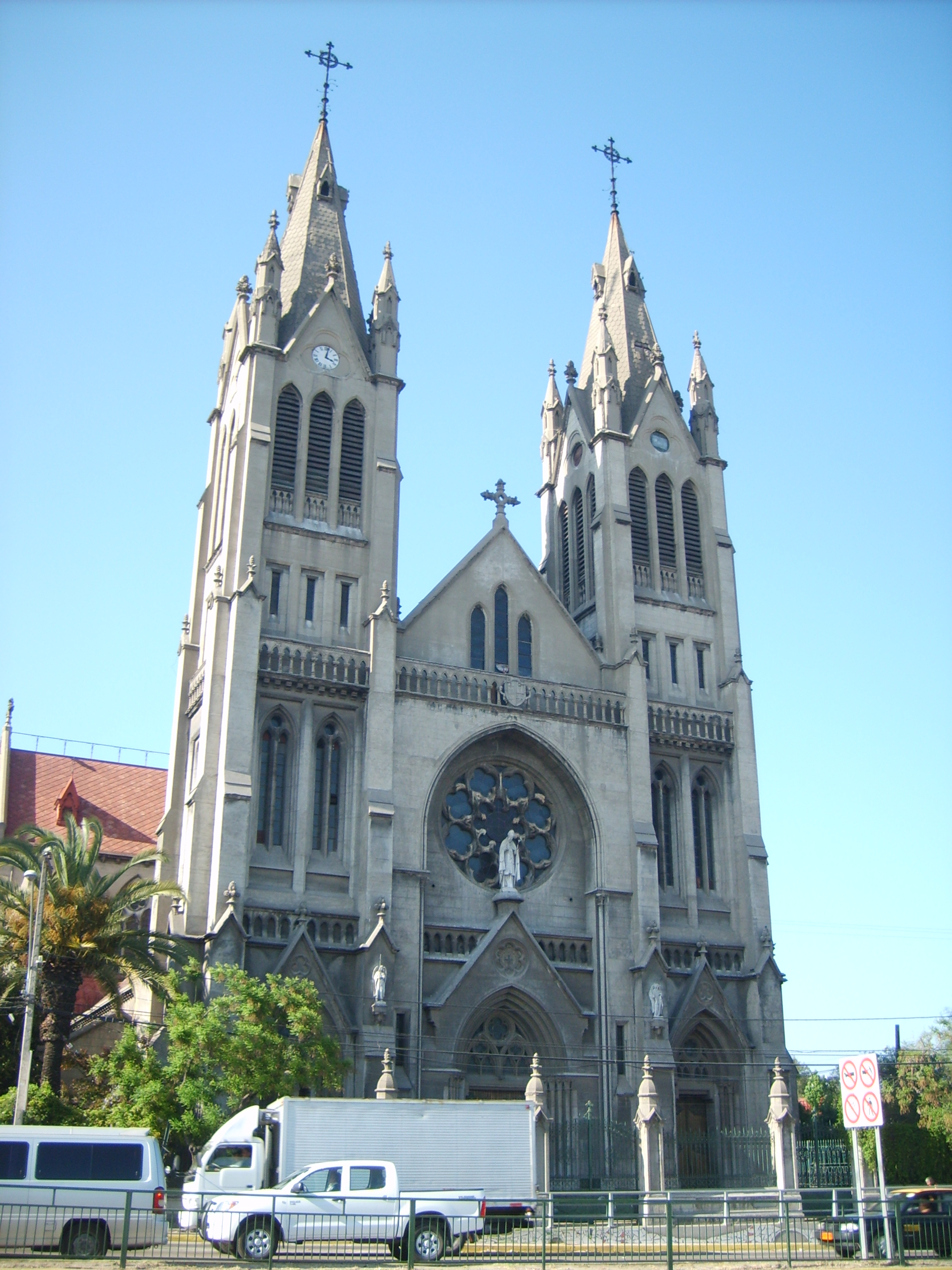
Basílica de Nuestra Señora del Perpetuo Socorro (Santiago (comuna), Chile)

### Escudo

Forma del escudo de una basílica.

Todas las basílicas, por su peculiar relación con la Cátedra de Roma y con el sumo pontífice, tienen la concesión de poseer su propio escudo y de exhibir las insignias pontificias. Los ornamentos exteriores del escudo, son:
- El emblema basilical está timbrado con la insignia tradicional de los papas: las llaves en oro y plata, entrecruzadas, que simbolizan las llaves del Reino.
- El pabellón: la umbella o conopeo es el símbolo que identifica a las basílicas y además a la sede apostólica vacante; sus colores son los tradicionales colores papales: rojo intenso (gules) y oro, que dan cuenta de la vinculación de la basílica con la Santa Sede. En épocas recientes el pabellón ha sido sustituido en algunos escudos basílicales por la tiara papal.
- Al pie del conjunto del escudo, se despliega la divisa con el lema del templo.